# Brawo Open 2023
Il Brawo Open 2023 è stato un torneo maschile di tennis giocato sulla terra rossa. È stata la 29ª edizione del torneo, facente parte della categoria Challenger 125 nell'ambito dell'ATP Challenger Tour 2023. Si è giocato- al Braunschweiger Tennis und Hockey Club di Braunschweig, in Germania, dal 10 al 15 luglio 2023.

## Partecipanti

### Teste di serie
| Nazionalità | Giocatore        | Ranking* | Testa di serie |
| ----------- | ---------------- | -------- | -------------- |
| Germania    | Daniel Altmaier  | 66       | 1              |
| Slovacchia  | Alex Molčan      | 83       | 2              |
| Italia      | Marco Cecchinato | 89       | 3              |
| Argentina   | Federico Coria   | 104      | 4              |
|             | Pavel Kotov      | 105      | 5              |
| Giappone    | Tarō Daniel      | 106      | 6              |
| Spagna      | Jaume Munar      | 109      | 7              |
| Spagna      | Pedro Martínez   | 122      | 8              |

* Ranking al 3 luglio 2023.

### Altri partecipanti
I seguenti giocatori hanno ricevuto una wild card per il tabellone principale:
- Daniel Altmaier
- Rudolf Molleker
- Marko Topo

Il seguente giocatore è entrato in tabellone con il ranking protetto:
- Pierre-Hugues Herbert

I seguenti giocatori sono entrati in tabellone come alternate:
- Henri Laaksonen
- Stefano Travaglia

I seguenti giocatori sono passati dalle qualificazioni:
- Benjamin Hassan
- Denis Yevseyev
- August Holmgren
- Daniel Masur
- Carlos Taberner
- Constantin Bittoun Kouzmine

Il seguente giocatore è entrato in tabellone come lucky loser:
- Karl Friberg

## Punti e montepremi
| Torneo    | Torneo              | V      | F      | SF    | QF    | 2T    | 1T    | Q | Q2  | Q1  |
| Singolare | Punti               | 125    | 75     | 45    | 25    | 11    | 0     | 5 | 2   | 0   |
| Singolare | Premi in denaro (€) | 19 650 | 11 570 | 6 850 | 3 990 | 2 345 | 1 420 | – | 710 | 355 |
| Doppio    | Punti               | 125    | 75     | 45    | 25    | –     | 0     | – | –   | –   |
| Doppio    | Premi in denaro (€) | 8 420  | 4 900  | 2 940 | 1 750 | –     | 990   | – | –   | –   |

## Campioni

### Singolare
Franco Agamenone ha sconfitto in finale  Pavel Kotov con il punteggio di 7–5, 6–3.

### Doppio
Pierre-Hugues Herbert /  Arthur Reymond hanno sconfitto in finale  Rithvik Choudary Bollipalli /  Arjun Kadhe con il punteggio di 7–6(7), 6–4.